# Lijst van beelden in Barneveld
Dit is een (onvolledige) chronologische lijst van beelden in de gemeente Barneveld. Onder een beeld wordt hier verstaan elk driedimensionaal kunstwerk in de openbare ruimte van de Nederlandse gemeente Barneveld, waarbij beeld wordt gebruikt als verzamelbegrip voor sculpturen, standbeelden, installaties, gedenktekens en overige beeldhouwwerken.
Voor een volledig overzicht van de beschikbare afbeeldingen zie: Beelden in Barneveld op Wikimedia Commons.
| Geplaatst    | Omschrijving                                  | Kunstenaar                | Straat                                                       | Plaats          | Materiaal                       | Afbeelding |
| ------------ | --------------------------------------------- | ------------------------- | ------------------------------------------------------------ | --------------- | ------------------------------- | ---------- |
| 1883         | Mr. C.A. Nairac                               | onbekend                  | Stationsweg (in "Heidepark" bij station Barneveld-Noord)     | Barneveld       | natuursteen                     |            |
| 1903         | Jan van Schaffelaar                           | Bart van Hove             | Torenplein                                                   | Barneveld       | natuursteen                     |            |
| 1940         | Buste A.W.J.J. Baron van Nagell               | Henk Etienne              | parkje aan de Stationsweg, tegenover het kasteel             | Barneveld       | brons                           |            |
| 1941         | Gedenkteken mei 1940                          | M. van Dijk               | van den Berglaan                                             | Voorthuizen     | baksteen, gedenkplaat           |            |
| 1945         | Gedenkteken 1940 - 1945                       | G. Lijesen                | Narcissenstraat, bij de algemene begraafplaats               | Barneveld       | baksteen en natuursteen         |            |
| 1948         | Gedenkteken 1944 - 1945                       | onbekend                  | Postweg                                                      | De Glind        | baksteen en natuursteen         |            |
| 1951         | Gedenkteken 1940 - 1945                       | J. de Nooy                | Rubensstraat                                                 | Voorthuizen     | natuursteen met gedenkplaat     |            |
| 1953         | Plaquette Ds. R.J.W. Rudolph                  | Pieter d'Hont             | Postweg / Rudolphlaan / Schoonderbekerweg in het centrum     | De Glind        | beton en baksteen               |            |
| 1955 en 2008 | Gedenkteken 1940 - 1945 + Canadese soldaat    | onbekend                  | Dorpsstraat                                                  | Garderen        | zwerfkeien en natuursteen/brons |            |
| 1967         | Kinderen en onderwijs                         | Gerard Overeem            | voorgevel Johannes Fontanus College, Wethouder Rebellaan 135 | Barneveld       | beton                           |            |
| 1970         | Kip                                           | Henri Ubink               | hoek Jan van Schaffelaarstraat /Nieuwstraat                  | Barneveld       | brons                           |            |
| 1972         | Drie spelende kinderen                        | Piet Verster              | Iepenhof, bij het scholencomplex                             | Barneveld       | staal                           |            |
| 1975         | De wachters                                   | Inka Klinckhard           | hulpverleningscentrum, rotonde Thorbeckelaan en Nijkerkerweg | Barneveld       | brons                           |            |
| 1976         | Doorgeven                                     | Inka Klinckhard           | Brouwerstraat                                                | Barneveld       | brons                           |            |
| 1977         | Nest jonge lijsters                           | Marijke Ravenswaaij-Deege | Van Schothorststraat bij scholencomplex "De Lijsterhof"      | Barneveld       | brons                           |            |
| 1980         | Schaapherder met vier schapen                 | Joop Hekman               | [ 2 ]                                                        | Barneveld       | brons                           |            |
| 1981         | Bunckmansage                                  | Marijke Ravenswaaij-Deege | Hoek Hoofdstraat/van den Berglaan                            | Voorthuizen     | brons                           |            |
| 1984         | Twee bronzen beelden                          | Joyce Bloem               | Duinkerken                                                   | Barneveld       | brons                           |            |
| 1986         | Het melkmeisje                                | Marcus Ravenswaaij        | Ericaweg 40 bij dorpshuis "De Hofstee"                       | Stroe           | brons                           |            |
| 1987         | Gedenkteken Barneveld groep                   | Ralph Prins               | nabij kasteel De Schaffelaar                                 | Barneveld       | baksteen en natuursteen         |            |
| 1988         | Meisje met fiets                              | Tineke Bot                | Van Wijnbergenlaan                                           | Barneveld       | brons                           |            |
| 1988         | Verkenners die uit Kanaän terugkeren          | Gerard Overeem            | Gerard Doustraat                                             | Voorthuizen     | brons                           |            |
| 1989         | De plaggenmaaier                              | Pieter d'Hont             | Smidsplein                                                   | Voorthuizen     | brons                           |            |
| 1992         | Drie dansende meisjes                         | Louis Wierts              | hoek Kolenbranderslaan/Molenmakerslaan                       | Voorthuizen     | brons                           |            |
| 1992         | Verbroedering                                 | Gerard Overeem            | Jan van der Heijdenstraat bij het dorpshuis                  | Kootwijkerbroek | brons                           |            |
| 1994         | Anastasius Veluanus                           | Gerard Overeem            | Bakkerstraat (voor de N.H. kerk)                             | Garderen        | brons                           |            |
| 1994         | De ontmoeting                                 | Monica Akihari            | Columbusstraat, bij het Moluks centrum Batu Tjapeu           | Barneveld       | brons                           |            |
| 1995         | Knobbelzwaan                                  | Marcus Ravenswaaij        | vijver bij Frank Hoeckellaan/Henri Dunantlaan                | Barneveld       | brons                           |            |
| 1995         | Twee kinderen                                 | Greet Grottendieck        | Dr. Kuyperlaan, op de brug over de Barneveldse Beek          | Barneveld       | brons                           |            |
| 1995         | Marktpraatje                                  | Nieneke Lamme             | hoek Gasthuisstraat/Kapteijnstraat                           | Barneveld       | brons                           |            |
| 1995         | Overbrugging tussen jong en oud               | Niek van Paassen          | Langstraat                                                   | Barneveld       | brons                           |            |
| 1996         | Voerman met paard                             | Gert Prins                | Hoek Hoevelakenseweg/Eendrachtstraat                         | Terschuur       | brons                           |            |
| 1996         | De turfsteker                                 | Ton Mooy                  | Hoek Damweg/Platanenstraat                                   | Zwartebroek     | brons                           |            |
| 1996         | De vijf schapen                               | Karin Beek                | De Brink                                                     | Kootwijk        | brons                           |            |
| 1996         | Onvoltooid                                    | Leon Veerman              | Torenplein                                                   | Barneveld       | brons                           |            |
| 1995         | Mensen in de ruimte                           | Inka Klinckhard           | Schaepmanhof                                                 | Barneveld       | brons                           |            |
| 1998         | Zorg en geborgenheid                          | Karin Beek                | Postweg/Schoonderbekerweg                                    | De Glind        | brons                           |            |
| 1999         | Gedenkteken Gevallenen                        | Gerard Overeem            | begraafplaats "de Plantage" aan de Narcissenstraat           | Barneveld       | natuursteen                     |            |
| 2001         | Poort voor Barneveld                          | Herman Bartelds           | Plantagelaan/Scherpenzeelseweg                               | Barneveld       | natuursteen en messing          |            |
| 2011         | Ei 2011                                       | Guido Geelen              | voor het gemeentehuis                                        | Barneveld       | verguld brons                   |            |
| 2017         | Zittende Jan van Schaffelaar                  | Jan-Carel Koster          | voor het gemeentehuis                                        | Barneveld       | diabas                          |            |
| 2018         | Aankomst van de eerste Molukkers in Barneveld | Lotta Bakker              | naast de Oude kerk                                           | Barneveld       |                                 |            |
|              | Bokspringen                                   | onbekend                  | boven op de muziektent                                       | De Glind        | hout                            |            |